# Plague Angel
Plague Angel deveti je studijski album švedskog black metal-sastava Marduk. Diskografske kuće Blooddawn Productions i Regain Records objavile su ga 22. studenog 2004. godine.

## O albumu
Plague Angel prvi je Mardukov album s pjevačem Mortuusom i basistom Magnusom "Devom" Anderssonom, koji je svirao gitaru na prvim dvama albumima grupe. Na tom je uratku promijenjena i tematika tekstova; umjesto stihova koji govore o sotonizmu, pjesme su mahom usmjerene prema religiji. Do takve je promjene došlo jer su Evil i Mortuus fascinirani Biblijom i obojica tvrde da je prilično dobro poznaju (Evil je izjavio da se, usprkos Mardukovom protureligijskom stavu, služi nasilnim dijelovima Biblije kao nadahnućem jer smatra da smrt i nasilje najviše nadahnjuju Marduk i da "mentalno može napisati cijelu pjesmu već tako što gleda u nasilnu sliku"). "The Hangman of Prague" odnosi se na Reinharda Heydricha.
Na pjesmi "Deathmarch" grupa je surađivala s martial industrial skupinom Arditi.

## Popis pjesama
| 1.    | »The Hangman of Prague«        | 3:05 |
| 2.    | »Throne of Rats«               | 2:43 |
| 3.    | »Seven Angels, Seven Trumpets« | 2:48 |
| 4.    | »Life's Emblem«                | 4:55 |
| 5.    | »Steel Inferno«                | 2:24 |
| 6.    | »Perish in Flames«             | 7:46 |
| 7.    | »Holy Blood, Holy Grail«       | 2:28 |
| 8.    | »Warschau«                     | 3:18 |
| 9.    | »Deathmarch«                   | 4:10 |
| 10.   | »Everything Bleeds«            | 3:34 |
| 11.   | »Blutrache«                    | 7:50 |
| 45:01 |                                |      |

## Recenzije
Alex Henderson, glazbeni recenzent s mrežnog mjesta AllMusic, dodijelio mu je četiri zvjezdice od njih pet i izjavio: "Ovaj četrdesetipetominutni CD jednako je sumoran i uronjen u mračnu atmosferu koliko je i glasan, žestok i intenzivan. Marduk nije dio melodičnog stila poznatog kao simfonijski black metal; ta švedska četvorka može biti okrutna kad tako poželi i nimalo joj to ne smeta. Međutim, čak i u vlastitom grubom, odvratnom stilu Marduk zna kako osmisliti pjesme – na Plague Angelu promjene u postavi ne predstavljaju mu prepreku u održavanju savršenstva."

## Zasluge
| Marduk - Mortuus – vokali - Evil – gitara - Devo – bas-gitara, miksanje - Emil Dragutinović – bubnjevi | Dodatni glazbenici - Mårten Björkman – izvođač (pjesme "Deathmarch") - Henry Möller – izvođač (pjesme "Deathmarch") Ostalo osoblje - Ketoladog – omot albuma |